# Певачка дружина Бинички
Певачка дружина Бинички oснована је 1932. године у Лесковцу.

## Период рада између два светска рата
У овом периоду, чланови дружине били су углавном трговци, занатлије и радници. У оквиру ње радили су мушки, женски и мешовити хор. На репертоару најчешће су биле композиције Стевана Мокрањца, дела Тајчевића, Пашанина, Манојловића, Којанова, Јенка, црквене песме и оперске арије. Дружина је одржавала традиционалне концерте уочи Нове године, на богослужењима у Саборној и Светоилијској цркви а певала је и на венчањима, сахранама и парастосима.
Између два светска рата дружина је имала гостовања у земљи и иностранству. Током турнеје, у лето, 1932. године, одржала је успешне концерте у приморским градовима, Сушаку, Сплиту, Шибенику и Дрнишу.